# Tonsur

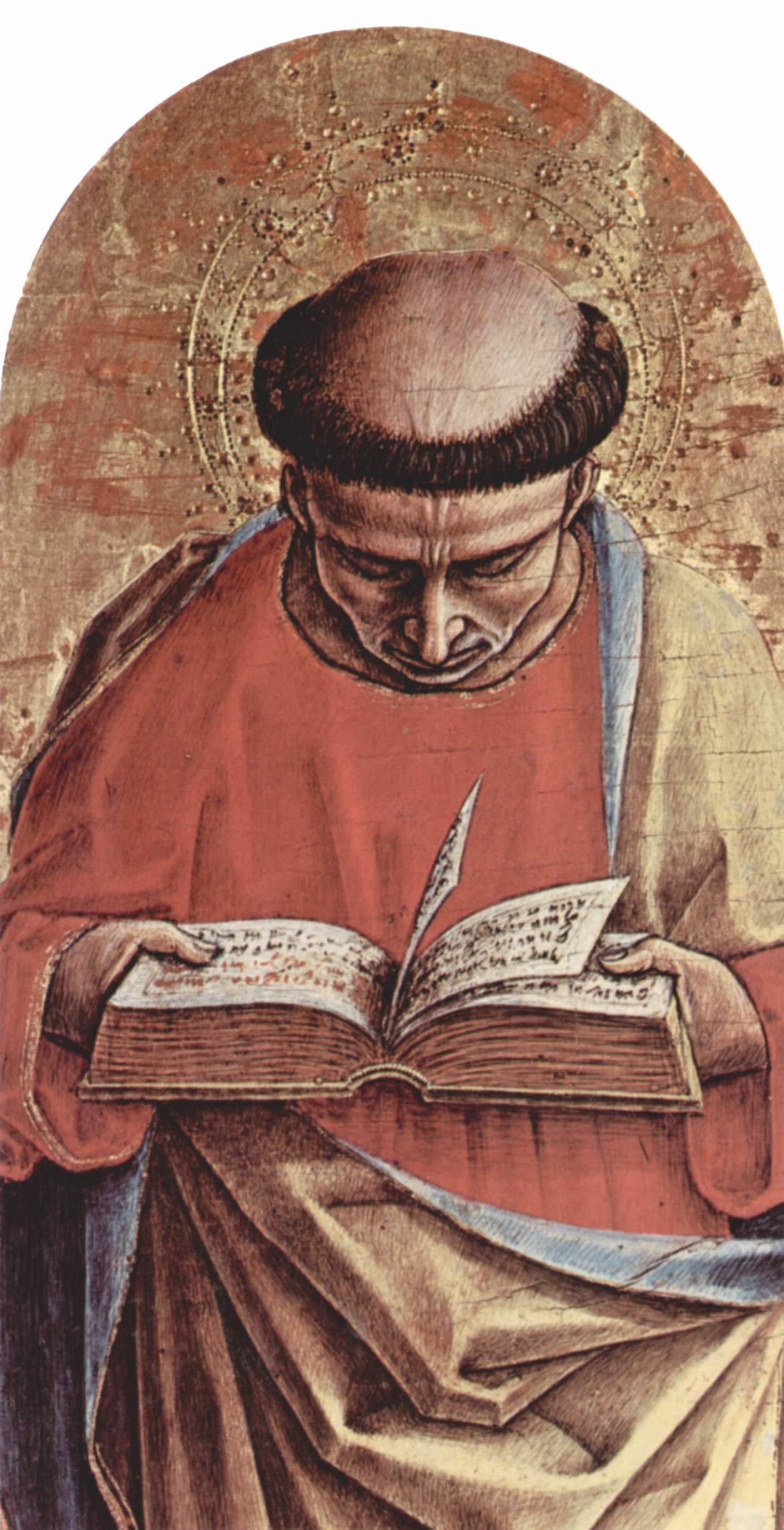

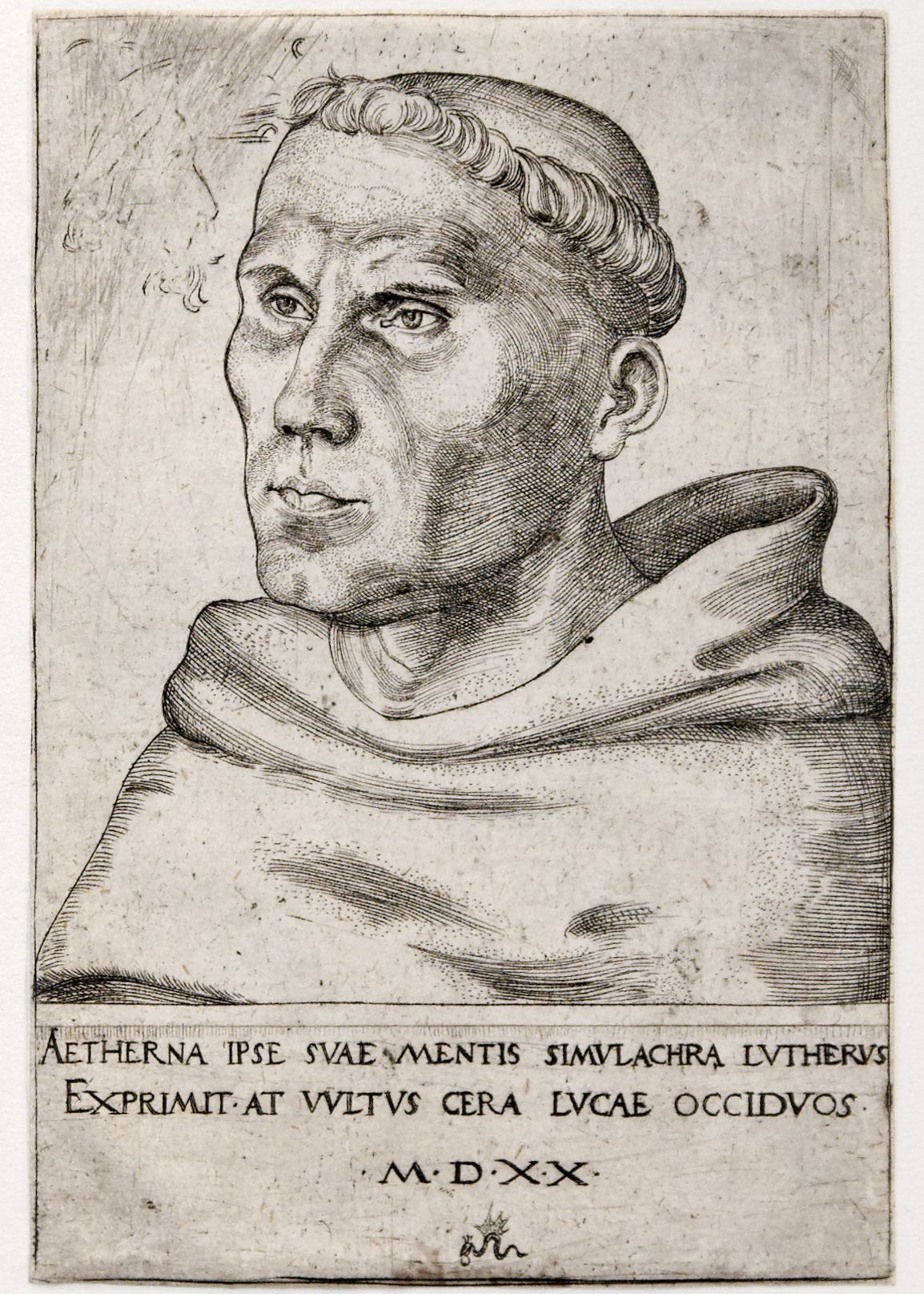
Martin Luther med tonsur.

Tonsur är inom den latinska kyrkan seden enligt vilken munkar och präster som tecken på sina munklöften rakar av delar av eller hela sitt hår. Seden förekommer dock även ibland buddhistiska munkar och i somliga hinduiska ordnar, samt förekommer som en traditionell sed hos hajj-muslimer.

## Klerikal tonsur
Klerikal tonsur är ett på huvudets mitt avrakat, cirkelformat hårparti om bara några centimeter. Med det skiljer den latinska kyrkan symboliskt sina blivande präster från den övriga världen. Från och med den klerikala tonsuren räknas man till prästståndet. Tonsuren bärs inte längre nödvändigtvis synlig men föregås av en tillhörande ceremoni, varvid ordinandens hår på fyra ställen högtidligt klipps av i form av kors. Ceremonin vid vilken den kyrklige överordnade förmedlar den klerikala tonsuren återfinns i pontifikaliet, biskopens ena särskilda liturgiska bok. 
Inom Paulus VI:s nya latinska rit avskaffades den klerikala tonsuren 1972. Inom den klassiska romerska liturgin (även kallad tridentinsk rit) och övriga traditionella latinska riter fortlever ceremonin.

## Monastisk tonsur
Munkar har alltsedan de första århundradena rakat av hår som ett yttre tecken på sin särskilda vigning åt Gud. De prästvigda munkarna anlade en kronliknande krans av hår som symbol för prästens särskilda ämbete och värdighet. Denna sed består än, men är inte allmän bland munkar.
Ursprungligen var tonsuren ett fromhetstecken hos munkarna. Bruket hade hämtats från de kristna botgörarna i kyrkans äldsta tider. Dessa brukade nämligen ofta raka hela huvudet för att därigenom visa sin ödmjuka och botfärdiga sinnesstämning. Först på 1500-talet blev tonsuren det utmärkande yttre skiljemärket mellan lekmän och andliga.

## Fler typer av tonsur
Efter hand utvecklades tre olika typer av tonsurklippningar.

### Den romerska tonsuren
"Kranstonsuren" (corona Petri), hade rakad hjässa och en sparsam krans av hår. Frisyren skulle påminna om Kristi törnekrona eller om det kungliga prästadömet (corona sacerdotalis). Den vann insteg huvudsakligen i Italien, Spanien, Frankrike och i de tyska områdena. Framemot 1700-talet hade den rakade delen minskats till en liten plätt.

### Den grekiska tonsuren
Tonsura Pauli, då allt hår på framsidan av huvudet rakades av, kallades för den grekiska tonsuren. Den grekiska kyrkan har behållit samma klippningsidé, men har förändrats så tillvida att den tidigare rakade delen i stället klipps kort.

### Den skotska eller den brittiska tonsuren
Tonsura Johannis eller tonsura Jacobi liknade närmast den grekiska. Håret på främre delen av huvudet rakades av, men det övriga håret böljade långt ner på ryggen. De romerska motståndarna kallade klippningen föraktfullt för ”Simonis Magi”. Redan på 600-talet trängdes den långhåriga tonsuren ut av den romerska.